# Wilhelm Thielmann
Pour les articles homonymes, voir Thielmann.
Wilhelm Thielmann (né le 10 mars 1868 à Herborn, mort le 19 novembre 1924 à Cassel) est un peintre et dessinateur allemand.

## Biographie
Son père Ludwig est facteur. Sa mère Luise Schleich reconnaît le don de leur fils pour le dessin, mais étudier les arts n'est pas la volonté des parents. Après la Realschule, Thielmann suit le séminaire des enseignants à Usingen, puis travaille dans le Taunus en tant que professeur d'école primaire dans les villages d'Anspach, Rödelheim et Eschbach. Afin de devenir professeur de dessin, il prend un congé en 1894 et étudie à l'école des beaux-arts de Cassel. Après son excellent examen final, il est professeur de dessin à l'école.
À la fin de l'été 1897, il se rend pour la première fois à Willingshausen qui est un lieu populaire pour étudier les peintres de l'École de Willingshausen (de) qui œuvrent en plein air depuis le milieu du XIXe siècle. En 1903, il abandonne l'enseignement et s'installe constamment à Willingshausen. Au début, il a vécu dans la maison d'hôtes Haaseschen. Wilhelm Thielmann était ami avec Carl Bantzer, Hugo Mühlig, Hermann Kätelhön (de), Adolf Lins, Heinrich Otto, Otto Ubbelohde, Henriette Schmidt-Bonn, Hans von Volkmann et d'autres. Il devient le centre du cercle des artistes et s'occupe de l'album des peintres de Willingshausen. Au printemps 1906, Wilhelm Thielmann se rend en Italie puis séjourne à Langgöns. Thielmann apprend la technique de l'eau-forte de Heinrich Otto. En 1910, Wilhelm Thielmann vit avec la veuve du chef forestier Hücker et depuis lors, il fréquente le Meininger Musiktage à Marburg an der Lahn. Il caricature Max Reger lors d'un concert. En 1912, il épouse la fille du médecin Alexandra Thilenius (née le 4 juillet 1881 à Wiesbaden, morte le 18 janvier 1966 à Willingshausen), qui fut son élève l'année précédente et dirigea plus tard un atelier de broderie de Schwalm. 

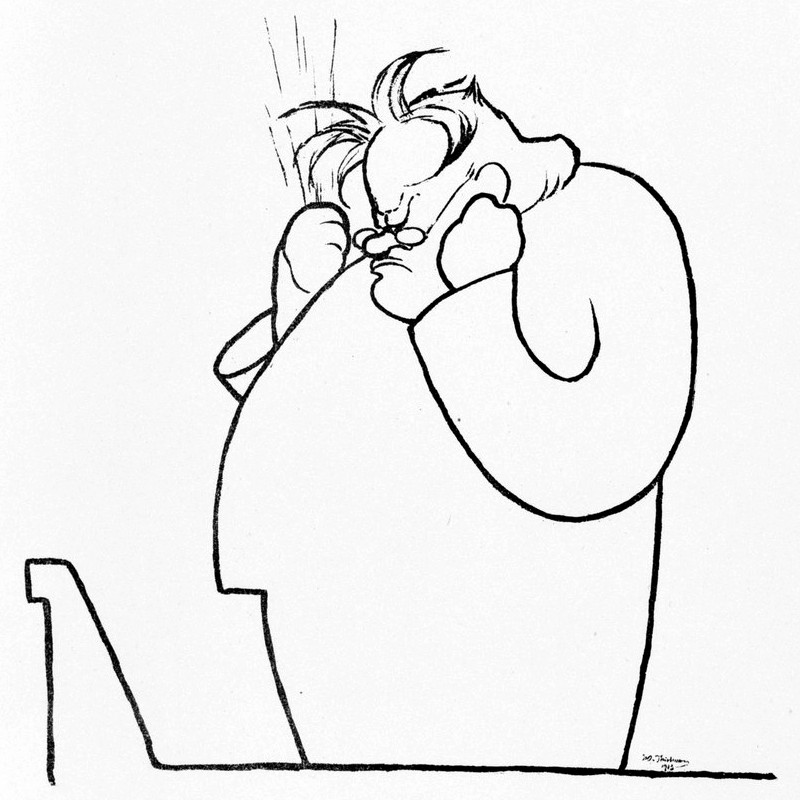
Caricature du chef d'orchestre Max Reger, 1913.

Thielmann est illustrateur pour des magazines tels que Die Gartenlaube, Illustrirte Zeitung et le magazine Über Land und Meer (de). Il est également très demandé en tant que portraitiste. Pour le compte de la ville de Kassel, il réalise le tableau Philippe le Magnanime revient de captivité à Kassel.
Wilhelm Thielmann est exposé dans des expositions d'art renommées à Berlin, Darmstadt, Düsseldorf, Dresde et à l'Exposition universelle de 1913 à Gand, Cassel, Cologne, Leipzig, Munich et Wiesbaden. En 1915, naît sa fille, la peintre Marianne, qui épousera plus tard le peintre Günther Heinemann. En 1918, Thielmann reçoit le titre de professeur du ministère prussien de la Culture. En 1923, Thielmann commence à construire sa maison-atelier à Willingshausen, mais meurt peu de temps avant son achèvement en 1924 après un accident vasculaire cérébral chez son ami et collectionneur Ludwig Pfeiffer. Dès le 1er janvier 1925, une exposition commémorative est ouverte par la KasselerKunstVerein (de).